# Christian Quesnel
Christian Quesnel
Christian Quesnel, né en 1971 à Hull, est un auteur de bandes dessinées et illustrateur québécois.

## Biographie
Christian Quesnel est né en 1971, dans la ville de Hull (devenue depuis Gatineau), en Outaouais, région du Québec à la frontière de la province de l’Ontario. Après ses trois ans de technique en conception graphique, au collège Algonquin et à la Cité collégiale d’Ottawa, il aligne les contrats de graphisme et d’illustration, illustrant notamment des romans jeunesse. Il décide de s’investir en parallèle dans ses deux champs d'intérêt : l’Histoire et la bande dessinée.

### Histoire et fantastique
Les premiers albums de Christian Quesnel (du Crépuscule des Bois-brûlés en 1995, jusqu'à Aski-i en 2008) établissent indiscutablement une double inclinaison : d’une part aux récits mêlant histoire et fantastique (ou mythologie autochtone); d’autre part à une facture visuelle en couleur directe, loin de l’esthétique de la BD traditionnelle (il passe de l’aérographe à la gouache et à la photographie numérique).
À partir de 2004, ses bandes dessinées paraissent également dans des publications périodiques telles que Le Scribe, Le Trip ou Cyclope. Il montre déjà un intérêt pour les projets interdisciplinaires, collaborant avec des artistes, des poètes, des historiens, des conteurs… Durant cette période, une communauté de bédéistes se constitue dans la région, autour du Rendez-vous de la bande dessinée de Gatineau et du programme en bande dessinée de l'Université du Québec en Outaouais (UQO), établi en 1999, terreau qui voit naître le Studio coopératif Premières Lignes, micro-éditeur de bande dessinée alternative. Quesnel est alors très actif dans le milieu culturel outaouais. 

### Explorations formelles
C’est en poursuivant l’exploration narrative et graphique du médium qu’il conçoit les albums Le d2ux (2004), Manche de pelle (2005) et Langue de poche (2007), en tandem avec l’écrivaine Danièle Vallée. Sur le plan esthétique, il expérimente dans Aski-i  le collage et la projection de peinture, caractéristiques qui contribueront bientôt à établir son style.
En résidence à Londres, il travaille sur Cœurs d’argile (2011) et installe un ton, un type de narration et de mise en page, une ambiance quasi fantasmagorique ainsi qu'une esthétique qui deviendront sa signature pour la décennie à venir.

### Figures historiques et projets interdisciplinaires
L’album Ludwig (2013) se révèle fantaisiste dans sa représentation rétro-futuriste, mais cérébral dans sa construction, qui s’arrime à l’allegro du Concerto pour piano No 5 (le minutage est indiqué au bas de chaque planche). Quesnel s'associe à l’OSG pour enregistrer la pièce, accessible via un code QR apposé dans l’album.
Ludwig bénéficie d’un lancement multimédia avec projection vidéo sur grand écran (réalisée par Télé-Québec) et musique interprétée par l’OSG, à la Maison de la culture de Gatineau. Sur scène, le comédien Albert Millaire incarne Beethoven. Ce concept de performance interdisciplinaire se renouvellera sous une forme un peu différente, à Montréal, au cinéma Impérial, le 18 novembre 2014, avec l’orchestre de chambre Appassionata et l’auteure dramatique Jennifer Tremblay, sous le titre La révolution Beethoven.
La sortie de Vengeance primitive, paru en 2018 chez Moelle graphik, donne lieu à une « lecture scénique et musicale » à l’église de Duhamel, village où se situe cette légende. Le même éditeur publie l'année suivante le projet de maîtrise (dans sa portion «création») que Quesnel vient de soumettre à l’École multidisciplinaire de l’image de l’Université du Québec en Outaouais, sous le titre Advocatus Diaboli. Il y met en pratique des notions qu’il a analysées dans sa recherche, telles que le surgissement (qui se produit chaque fois que le lecteur tourne la page de droite) et le télescopage temporel au sein-même du dessin (procédé que l’auteur nomme «anacoluthe graphique»).
La même année paraît l’album Félix Leclerc, l’alouette en liberté, portrait et hommage au patriarche de la chanson québécoise. Pareillement à Ludwig, Félix Leclerc a droit à un lancement sous forme de spectacle multidisciplinaire : versions symphoniques (par l’OSG) de 24 chansons de Leclerc, projection et chorégraphies.

### Bandes dessinées documentaires
Le titre suivant de Quesnel, Vous avez détruit la beauté du monde: la scénarisation du suicide au Québec depuis 1763, est le «Fruit d’une collaboration avec deux historiens (Isabelle Perreault et André Cellard) et un sociologue (Patrice Corriveau)». L’étude universitaire devient un album de BD afin d'atteindre le plus grand nombre.
En août 2021 paraît Mégantic, un train dans la nuit, que Quesnel réalise en tandem avec Anne-Marie St-Cerny. Cette autrice militante dénonce la négligence des instances gouvernementales et privées ayant mené à la plus grave catastrophe ferroviaire de l’histoire du Canada. Le drame comme l'album trouvent écho en France et le duo d’auteurs décrochera, au Festival d’Angoulême, en mars 2022, le tout premier Éco-Fauve Raja.
Dans le recueil collectif René Lévesque — Quelque chose comme un grand homme (2021), Quesnel met en images l’accession au pouvoir du Parti Québécois, en 1976, qui fait de René Lévesque un Premier ministre du Québec indépendantiste.
Inspiré par les récits de voyage d'H. P. Lovecraft dans la ville de Québec, Christian Quesnel réalise, pendant plus de trois ans et demi, une série d’images que l’écrivaine Ariane Gélinas complète ensuite par un texte original, à la manière du maître du fantastique. L’album La cité oblique est lancé en 2022.
Depuis, Quesnel a travaillé sur Dédé, un album sur l’auteur-compositeur-interprète André Fortin, figure de proue du groupe Les Colocs, très populaire au Québec dans les années 1990.

### Directeur de publication et éditeur
Christian Quesnel a dirigé divers projets collectifs. Il est cofondateur de la revue de création littéraire Histoires à boire debout, qui aspire à «servir de tremplin pour les auteurs, illustrateurs et bédéistes de la relève.» 
Il devient président de la coopérative Studio Premières Lignes en 2008. Pour le compte de cette structure éditoriale, il coordonne deux recueils de courts récits fantastiques issus de sa région : Le projet Outaouais (2008) puis La machine du Bonhomme Sept-Heures (2009). Pour ce dernier projet, il  regroupe autour de lui des bédéistes, mais également «un romancier, un poète, une professionnelle des arts visuels et une dentellière du papier doublée d’une artisane des jeux d’ombre et de lumière».
Quesnel fonde ensuite les Éditions Neige-galerie, en 2013, avec Guy Jean et Raymond Ouimet. Ils publieront plusieurs œuvres mettant en relation diverses formes artistiques. Jusqu'en 2023, Christian Quesnel était membre du comité éditorial des Éditions Moelle Graphik, basées à Québec. La collection «Souches», qu’il a créée chez Studio Premières Lignes puis transférée chez Neige-galerie, est toujours active en 2023 au sein des Éditions Moelle Graphik.

## Formation
- 1991 : Technique en conception graphique, Cité collégiale, Ottawa
- 2019 : Maîtrise en muséologie et pratique des arts, École multidisciplinaire de l’image UQO (Boursier – Société et culture Québec – Bourse de recherche avec mention d’«excellence» de la doyenne aux études)
- 2020 : Doctorant en art contemporain (bande dessinée), École multidisciplinaire de l’image UQO (sous la direction de Sylvain Lemay)

## Œuvres publiées
Christian Quesnel travaille autant en solo qu'en tandem. Ses scénaristes sont plus souvent qu'autrement extérieurs au milieu de la bande dessinée.

### Bande dessinée (albums)
Cette liste comprend des albums hybrides, le terme «bande dessinée» s'entend ici dans son acception large.
- Le crépuscule des Bois-brûlés (scénario & dessin), Éditions du Vermillon, Ottawa, 1995.
- La quête des oubliés (scénario & dessin), Éditions du Vermillon, Ottawa, 1998.
- Le Grand feu (dessin), avec par Raymond Ouimet (Scénario), Éditions du Vermillon, Ottawa, 1999.
- L’Exovedat (scénario & dessin), Éditions du Vermillon, Ottawa, 2003.
- Manche De Pelle (dessin), avec Danièle Vallée (texte), Éditions Studio Premières Lignes, Gatineau, 2005.
- Le Lycanthrope (scénario et dessin), éditions Studio Premières Lignes, Gatineau, 2007.
- Quatre murs (dessin), avec Valérie Mandia (texte), 2007.
- Langue de poche (dessin), avec Danièle Vallée (texte), Éditions Studio Premières Lignes, Gatineau, 2007.
- 10x [Dix fois | Kymmenen kertaa] (co-directeur de la publication), Éditions Studio Premières Lignes, Gatineau, 2008.
- Le Projet Outaouais (directeur de la publication), Éditions Studio Premières Lignes, Gatineau, 2008.
- La Machine du Bonhomme Sept-Heures (directeur de la publication), Éditions Studio Premières Lignes, Gatineau, 2009.
- Cœurs d’Argile (scénario & dessin), Éditions Studio Premières Lignes, Gatineau, 2011.
- Nelligan (directeur de la publication), Éditions Studio Premières Lignes, Gatineau, 2012.
- Ludwig (scénario & dessin), Éditions Art Global, Montréal, 2013.
- Aski-i (scénario & dessin), Éditions Moelle Graphique, Québec, 2016.
- Ludwig van Beethoven (dessin) avec Dominique Prévot (scénario),Éditions BD Music, Paris, 2016.
- Vengeance primitive (scénario & dessin), d'après un conte de Louvigny de Montigny (1876-1955), Éditions Moelle Graphik, Québec, 2018.
- Advocatus Diaboli en édition de luxe, (scénario & dessin), Éditions Moelle graphique, Québec, 2019.
- Félix Leclerc : l’alouette en liberté (scénario & dessin), Éditions de l’Homme, Montréal, 2019.
- Vous avez détruit la beauté du monde : le suicide scénarisé au Québec depuis 1763 (dessin), avec Isabelle Perreault, André Cellard et Patrice Corriveau (scénario), Éditions Moelle Graphik, Québec, 2020.
- Mégantic : un train dans la nuit, (dessin), avec Anne-Marie Saint-Cerny (scénario), Éditions Écosociété, Montréal, 2021.
- A Train in the Night: The Tragedy of Lac-Mégantic, (dessin), avec Anne-Marie Saint-Cerny (scénario), traduction de Don Wilson, Between the lines, Toronto, 2022.
- La cité oblique, (dessin), avec Ariane Gélinas (texte), inspiré des récits de voyages à Québec de H.P. Lovecraft, Éditions Alto, Québec, 2022.
- Advocatus Diaboli : le linceul de Turin, (scénario & dessin) Éditions Moelle Graphik, Québec, 2023.
- Dédé, (scénario & dessin) Éditions Libre Expression, Montréal, 2023.

### Bande dessinée (revues/collectifs)
- «Transcender le silence» (scénario & dessin), Le Scribe no 8, éditions Studio Premières Lignes, Gatineau, 2004.
- «Marie2Poches» (dessin) avec Danièle Vallée (texte), Cyclope no 3: Plan cartésien, Éditions Mécanique générale / 400 coups, Montréal, 2006.
- «Le fantasme de résurrection» (scénario & dessin), Le Scribe no 9, éditions Studio Premières Lignes, Gatineau, 2006.
- «Tezerin» (dessin) avec Guy Jean (poème), Le Trip no 3, Gatineau, 2007.
- «L'amour et le crâne» (dessin & scénario), d'après un poème de Charles Baudelaire, Le Trip no 4, Gatineau, 2007.
- «L’éprouvette d’Onan» (adaptation & dessin) d'après une nouvelle de Patrick Leroux, Histoires à boire debout no 3, Gatineau, 2008.
- Les Fumettos du Cyclope Sonnet - Silence, Éditions Trip, Montréal, 2010.
- Les Rirariens (dessin) avec Carl Bernier (scénario), Radio-Canada, Ottawa-Gatineau, 2017.
- Le Temps des fêtes (scénario & dessin), Revue Phylactère no 1, Gatineau, 2017.
- «Petites violences» (dessin) avec Jean-Marc Pacelli (scénario), Revue Planches no 12, Montréal, 2017.
- «Petrus Romanus» (dessin) avec Martin Morin (scénario), Strapazin no 139, Zürich/Munich, 2020.
- Collectif X (dessin de Une mer de ciel) avec Hélène Bouchard (Haïkus), Festival BD de Montréal, 2021.
- Jean-Claude Poitras: L’agenda dessiné (scénario & dessin du récit Le parc Belmont), Éditions Moelle Graphik, Québec, 2021.
- Ethel ou un essai sur l’Alzheimer (scénario & dessin du récit Combattre l’invisible), Rendez-vous de la BD de Gatineau, 2021.
- René Lévesque — Quelque chose comme un grand homme (dessin du chapitre 10 : Roi de pique contre Roi de cœur) avec Marc Tessier (scénario), Éditions Moelle Graphik, Québec, 2021.
- L’histoire de 5 grands groupes métal du Québec (dessin du chapitre sur Forteresse) avec Félix B. Desfossés (scénario), Éditions Sawin, Rivière-Ouelle, 2022.
- «La bête à sept têtes» (libre adaptation & dessin), Culture trad Québec no 2, 2023, p. 44 à 49.

### Livres illustrés
Bien que ses projets en bande dessinée se succèdent sans grand répit, Quesnel continue de réaliser des illustrations, notamment pour des affiches d'événements culturels ou des étiquettes de bière. Voici la liste des livres qu'il a illustrés.
- Un bernard-l’ermite pas comme les autres (illustrations), avec Danièle Gallichand (texte), Éditions du Vermillon, Ottawa, 1991.
- Le dernier vol du Petit Prince / The Last Flight of the Little Prince (illustrations), avec Jean-Pierre de Villers (texte), Éditions du Vermillon, Ottawa, 2000.
- LE D2UX (illustrations), avec Danièle Vallée (roman jeunesse), Éditions David, Ottawa, 2004.
- 69, rue de la Luxure (illustrations), avec Paul-François Sylvestre (roman), Éditions Le Gref, Toronto, 2004.
- Florence et la Sainte-Catherine (illustrations), avec Lysette Brochu (texte), Éditions du Vermillon, Ottawa, 2005.
- Une bévue de Zarah-Violette (illustrations), avec Sophie Boucher (texte), Éditions Bouton d’or Acadie, Moncton, 2005.
- Tohu-bohu au Pays des lettres (illustrations), avec Josée-Andrée Larocque (texte), Éditions Bouton d’or Acadie, Moncton, 2007.
- Les pantoufles de ma mère (illustrations), avec Anne-Marie Fournier (texte), Éditions L’Interligne, Ottawa, 2010.
- Le Roi lézard (illustrations), avec Jean-Daniel Boileau (poèmes), Éditions L’Interligne, Ottawa, 2010.
- Une âme suffit… (illustrations), avec Ariane Gagnon-Roy (scénario), Éditions Bouton d’or Acadie, Moncton, 2015.
- La cabane (illustrations), avec Katia Canciani (texte), Éditions Bouton d’or Acadie, Moncton, 2019.
- Québec rock : Offenbach vs Corbeau (illustrations), textes Michel Giguère et al., Éditions Libre Expression, Québec, 2024.
- Dracula (illustrations), texte Bram Stocker, introduction de Stephen King, Éditions Callidor, France, 2024.

## Expositions
La mise en images de ses récits se révélant éminemment picturale, il est quasiment naturel que ses oeuvres fassent l'objet d'expositions. Rappelons que son projet de recherche-création au doctorat s'intitule Transposition du dispositif de la bande dessinée dans l'espace de l'exposition (création d'une bande dessinée d'exposition).
- 2004 : LE D2UX en 22 tableaux, La Nouvelle Scène, Ottawa, Ontario.
- 2004 : Panorama de la jeune BD canadienne, Galerie de l’Alliance française, Ottawa, Ontario.
- 2006 : Aski-i, Promenade des Anglais, Nice, France.
- 2006 : De quelques lignes assemblées, Galerie UQO, Université du Québec en Outaouais, Gatineau, Québec.
- 2007 : ConteARTrebours, Galerie Montcalm – Maison du citoyen, Gatineau, Québec.
- 2007 : Plan cartésien, Maison de la culture du Plateau Mont-Royal, Montréal, Québec.
- 2008 : 10X, Centre culturel français, Helsinki, Finlande (sept-novembre) et Bibliothèque centrale de Vantaa, Vantaa, Finlande (déc-janvier).
- 2009 : Hearts of Clay, Acme Project Space, Londres, Royaume-Uni.
- 2010 : Le Petit Orteil dans l’enfance, CACP, St-André-Avellin, Québec.
- 2011 : Cœurs d’argile, Galerie Montcalm, Gatineau, Québec.
- 2011 : Le Petit Orteil dans l’enfance, Galerie 815, Hearst, Ontario.
- 2011 : Cœurs d’argile, Centre d’action culturelle MRC Papineau (CACP), St-André-Avellin, Québec.
- 2013 : Ludwig, Merit School of Music, Chicago, Illinois (commissaire : Catinca Tabacaru).
- 2014 : Ludwig, Salon international du livre de Québec, Québec.
- 2016 : Open books/À livres ouverts, Archives et bibliothèque Canada, Ottawa (commissaire :Mary Husted).
- 2016 : Comics-Medium in the Museums : what a challenge!, University of Alberta, Edmonton.
- 2017 : Open books, Lalit Kala Academy, Jaipur, Inde (commissaire : Mary Husted).
- 2022 : Lovecraft, la Nouvelle-France et le Québeck, Galerie Montcalm, Gatineau, Québec.
- 2024 : L’histoire de la Nouvelle-France selon H.P. Lovecraft, Musée Marius-Barbeau, St-Joseph-de-Beauce, Québec (commissaire: François Bourdages).

## Prix et autres
- 2008 : Récipiendaire du “ Prix à la création artistique du CALQ ” remis par la Fondation pour les arts et lettres en Outaouais, Gatineau.
- 2009 : Artiste qui inaugure la résidence du Conseil des arts et des lettres du Québec à Londres et premier artiste en bande dessinée de l’histoire du CALQ à être en résidence.
- 2013 : Récipiendaire du “ Prix bande dessinée et récit graphique ” pour Cœurs d’Argile, au Gala de reconnaissance des auteurs de l’Outaouais, Gatineau.
- 2013 : Hommage par Alexandre Iracà, Assemblée nationale du Québec, Québec.
- 2014 : Récipiendaire du “ Prix œuvre de l’année (Outaouais) ” du Conseil des arts et des lettres du Québec pour Ludwig.
- 2015 : Récipiendaire du “ Prix bande dessinée et récit graphique ” pour Ludwig, au Gala de reconnaissance des auteurs de l’Outaouais, Gatineau.
- 2016 :  Récipiendaire du “ Prix de la compétition artistique ” pour Happy Days ! au Comics-Medium in the Museums : what a challenge!, University of Alberta, Edmonton.
- 2019 : Récipiendaire du prix “Personnalité culturelle de l’année“, Culture Papineau.
- 2019 : Récipiendaire du “ Prix œuvre de l’année (Outaouais) ” du Conseil des arts et des lettres du Québec pour Félix Leclerc : l’alouette en liberté, éditions de l’Homme.
- 2021 : Lauréat du Grand Prix de la Ville de Québec au gala des “ Bédéis Causa ” pour Vous avez détruit la beauté du monde : le suicide scénarisé au Québec depuis 1763, éditions Moelle Graphik.
- 2021 : Conférence-discussion croisée sur l'histoire et la bande-dessinée Vous avez détruit la beauté du monde à la quatrième édition des Rendez-vous d'histoire de Québec[34].
- 2021  Lauréat Prix Bédéis causa - Grand prix de la Ville de Québec pour Vous avez détruit la beauté du monde, éditions Moëlle Graphik.
- 2022 : Lauréat “ Éco-Fauve Raja ” (Angoulême) pour Mégantic, un train dans la nuit, éditions Écosociété.
- 2022 : Finaliste Prix Bédéis causa — Grand Prix de la Ville de Québec (meilleur album de langue française publié au Québec par un ou des auteur.e.s canadien.ne.s) au gala des Bédéis Causa pour René Lévesque — Quelque chose comme un grand homme, éditions Moelle graphik[35].
- 2022 : Lauréat Prix Bédéis causa — Grand Prix de la Ville de Québec (meilleur album de langue française publié au Québec par un ou des auteur.e.s canadien.ne.s) au gala des Bédéis Causa pour Mégantic, un train dans la nuit, éditions Écosociété[36].
- 2022 : Finaliste Prix Bédélys Québec (meilleure BD publiée par une maison d’édition québécoise) au gala des Bédélys pour René Lévesque — Quelque chose comme un grand homme, éditions Moelle graphik[37].
- 2023 : Finaliste Prix des libraires du Québec catégorie Bande dessinée — Volet adulte Québec au Gala du Prix des libraires pour René Lévesque — Quelque chose comme un grand homme, éditions Moelle graphik[38],[39].
- 2023 : Lauréat de la meilleure bande dessinée de science-fiction aux “ Prix Aurora-Boréal ” pour La cité oblique, Éditions Alto.
- 2023 : Récipiendaire du “ Prix Bédéiste étoile ” au Festival de la bande dessinée de Prévost.
- 2025 : Finaliste Prix de la réédition cultissime au Festival Cultissime d'Angers pour Dracula, éditions Callidor.

### Sources supplémentaires
- Félix St-Denis, «Christian Quesnel, un monde de contrastes», Liaison No 108, sept. 2000, p. 6 à 9, les éd. Interligne.
- Christian Quesnel : un monde de contrastes – Liaison – Érudit (erudit.org)
- Marie-Josée MARTIN, «Et un bus passa», À bon verre, bonne table, Automne 2004, p. 23.
- Lucie HOTTE, «Voyager avec les autres : le D2ux de Danièle Vallée, tableaux de Christian Quesnel», Liaison No 125, octobre 2004, p. 53.
- Valérie LESSARD, «La quête identitaire : Manche de pelle réunit de nouveau l’auteure Danièle Vallée et l’artiste visuel Christian Quesnel», Le Droit d’Ottawa, 21 et 22 mai 2005, p. A19.
- F. L., «Des bédés exposées au Centre d’interprétation», La Gatineau, 5 mai 2006, p. 7.
- Daniel DROLET, «Quick on the draw : How the Outaouais became a comic-book hub», Ottawa, june-july 2006, pp. 21-24.
- Article non attribué, «48 «amis» en lice pour les Culturiades 2006», Le Droit, 4 octobre 2006, p. 44.
- Valérie LESSARD, «La langue hors de la poche», Le Droit, 19-20 mai 2007, p. A14.
- Mélissa PROULX, «Contes en art», Voir, mai 2007, p. 10.
- Jessy LAFLAMME, «Christian Quesnel expose à Gatineau», Petite-Nation, février 2008.
- Daniel LEBLANC, «Les légendes et la culture de l’Outaouais… racontées en BD!», Petite-Nation, octobre 2008.
- Marthe LEMERY, «Avec la BD, des racines à découvrir», Le Droit, 25-26 octobre 2008, p. A-5.
- Caroline MORNEAU, «Projet Outaouais, L’Outaouais à travers le regard de la BD», La Rotonde, 27 octobre, 2008, p. 8.
- Valérie MANDIA, «L’Outaouais à travers le regard de la BD», La Rotonde, 27 octobre 2008.
- Claudine LALONDE, «Le projet Outaouais, quand l’identité s’illustre», Coopoint, 2008, pp. 47-48.
- Steve LAFLAMME, «La machine du Bonhomme Sept-Heures, Nouvelles fantastiques outaouaises», Québec français No 157, printemps 2010, p. 8.
- Carmélie JACOB, «La machine du Bonhomme Sept-Heures», Brins d’éternité No 26, printemps 2010, pp. 86-87.
- Guillaume MOFFET, « Salon du livre de l'Outaouais: Laisser parler les murs », Voir, 24 février 2011
- Valérie LESSARD, «Coup de chapeau aux belles plumes» (1er Gala des Culturiades), Le Droit, 25 mai 2013, p. A-4.
- Entrevue avec Patrick MASBOURIAN à l’émission PM, sur les ondes de la Première chaîne de Radio-Canada, en octobre 2013.
- Valérie LESSARD, «Neige-Galerie : l’éloge de la patience, Le Droit, 19 septembre 2015, p. A-3. https://numerique.banq.qc.ca/patrimoine/details/52327/3754638
- Michel MOYNEUR, «Un automne tout en musique à Duhamel», Journal touristique Papineau No 12, 23 août 2018, p. 9.
- Sylvain CARON, «Christian Quesnel illustre une étude sociologique», L’Info Petite-Nation, 2 sept. 2020, p. 12.
- François LEMAY, «Le dernier acte», Le Devoir, 10-11 oct. 2020, p. 16-17 du cahier LIRE.
- «Christian Quesnel souhaite faire découvrir Dédé Fortin», L'Info Petite-Nation, 29 janv. 2021
- Caroline MONTPETIT, «L’horreur de Lac-Mégantic mise en cases», Le Devoir, 24 août 2021, p. A1 et A8.
- Charlotte LEBLANC-HAENTJENS, «Quesnel est mis à l’honneur», Le journal des 2 Vallées, No 130, 25 août 2021,p. 30.
- Jean-Dominic LEDUC, «Quelque chose comme un grand album», Le Journal de Montréal, 4 décembre 2021.